# Крутояки
 Крутояки— село в Смоленской области России, в Шумячском районе. Расположено в юго-западной части области в 18 км к северо-востоку от Шумячей, в 7 км к востоку от автодороги Шумячи – Борщевка (А141-16 км восточнее), на левом берегу реки Остёр. 
Население —5 жителей (2007 год). Входит в состав Первомайского сельского поселения.

## Достопримечательности
- Памятник археологии: курганная группа (36 шаровидных курганов высотой до 2,8 м) в 2 км южнее деревни на правом берегу Остра. Насыпаны в XI – XIII веках.